# Ericameria teretifolia
Ericameria teretifolia là một loài thực vật có hoa trong họ Cúc. Loài này được (Durand & Hilg.) Jeps. mô tả khoa học đầu tiên năm 1925.